# Pterolophia nodicollis
Pterolophia nodicollis là một loài bọ cánh cứng trong họ Cerambycidae.